# 艾尔弗雷德·邓洛普
艾尔弗雷德·邓洛普（英語：Alfred Dunlop，1875年1月12日—1933年5月6日），生于新西兰基督城，澳大利亚男子网球运动员。他曾联同弗雷德·亚历山大获得1908年澳大利亚网球公开赛男子双打冠军。